# Imelin Island
Imelin Island (englisch; bulgarisch остров Имелин ostrow Imelin) ist eine felsige, in nordost-südwestlicher Ausrichtung 600 m lange und 380 m breite Insel im Palmer-Archipel vor der Westküste der Antarktischen Halbinsel. Sie ist die nördlichste dreier Inseln in der Krivina Bay von Trinity Island und liegt 1,35 km südsüdöstlich des Lyon Peak sowie 3,2 km nordöstlich des Romero Point. Vom Ufer der Krivina Bay trennt sie nach Norden eine 190 m breite, von Dink Island nach Südsüdwesten eine 120 m breite Passage.
Britische Wissenschaftler kartierten sie 1978. Die bulgarische Kommission für Antarktische Geographische Namen benannte sie 2013 nach der Imelinhöhle im Nordwesten Bulgariens.